# Juin 1869

## Événements
- France :
  - création de la « Samaritaine » à Paris.
  - fusillade du Brûlé : à la suite d'une importante grève des mineurs de la Ricamarie, la troupe tire sur la foule faisant 14 morts dont un bébé.

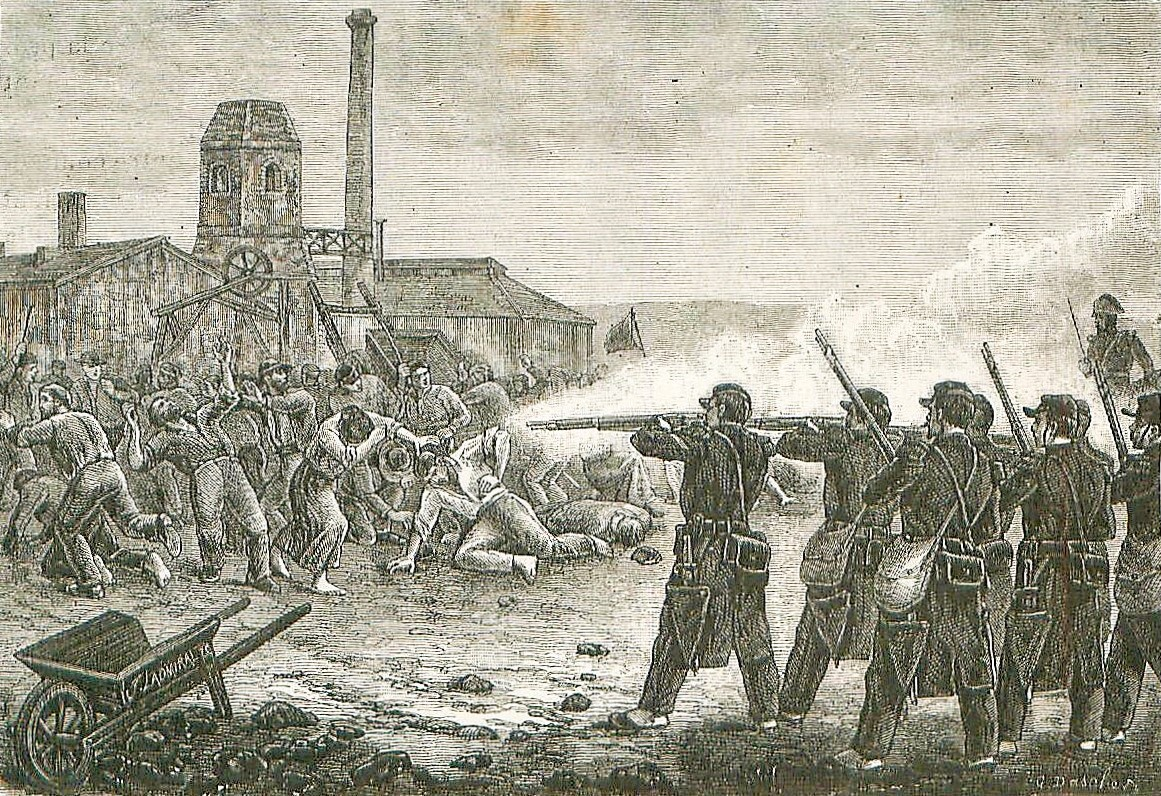
Civils et mineurs de fonds tués par l'infanterie lors de la fusillade du Brûlé à La Ricamarie, le 16 juin 1869.

- 1er juin (Espagne) : les Cortes adoptent une Constitution monarchiste. Depuis les élections de janvier, les démocrates monarchistes sont majoritaires aux Cortes face aux républicains et aux tenants de l’absolutisme. Cependant, cette Constitution suscite immédiatement l’opposition fédéraliste, que renforce la nomination de Francisco Serrano comme régent et de Prim y Prats comme chef de gouvernement le 18 juin.

- 30 juin : fin de la guerre de Boshin au Japon.

## Naissances
- 20 juin : William Donald Ross, Lieutenant Gouverneur de l'Ontario.
- 23 juin : Elías Tormo, critique littéraire, critique d'art, juriste, historien, archéologue et homme politique espagnol († 21 décembre 1957).
- 27 juin : Karl Schneider, ophtalmologue, pacifiste et résistant allemand († 5 novembre 1940).